# 429
Період падіння Західної Римської імперії. У Східній Римській імперії триває правління Феодосія II. У Західній правління Валентиніана III, значна частина території окупована варварами, зокрема в Іберії утворилося Вестготське королівство. У Китаї правління династії Лю Сун. В Індії правління імперії Гуптів. У Японії триває період Ямато. У Персії править династія Сассанідів.
На території лісостепової України Черняхівська культура. У Північному Причорномор'ї готи й сармати. Історики VI століття згадують плем'я антів, що мешкало на території сучасної України приблизно з IV сторіччя. З'явилися гуни, підкорили остготів та аланів й приєднали їх до себе.

## Події
- Вандали на чолі з Гензеріхом переправилися через Гібралтар і вдерлися в Північну Африку. Їхній флот блокує постачання Рима зерном та олією.
- Бунтівник Боніфацій змушений шукати примирення з імператрицею Галлою Плацидією.
- У Константинополі імператор Феодосій II розпочинає роботу над кодексом римського права.
- Пограбовано Афінський Парфенон.

## Померли
- Список керівників держав 429 року